# Corrida de Langueux
Die Corrida de Langueux ist ein Volks- und Straßenlauf über zehn Kilometer in der bretonischen Gemeinde Langueux, der seit 1991 stattfindet. Organisator ist der Verein UA Langueux. Zum Programm gehören auch Kinderläufe und eine 20-km-Wanderung durch die Bucht von Saint-Brieuc.
Bis 1994 starteten die Männer über 11,8 km, bis 1995 die Frauen über 5,7 km. 2003 und 2008 wurde die französische Meisterschaft über 10 km im Rahmen der Corrida de Langueux ausgetragen.

## Strecke
Der Hauptlauf besteht aus einer kleinen und zwei großen Runden durch das Zentrum von Langueux.

## Statistik

### Streckenrekorde
- Männer: 27:46 min, Atsedu Tsegay (ETH), 2011
- Frauen: 31:20 min, Clémence Calvin (FRA), 2018

### Siegerliste
Quelle für Ergebnisse vor 2002: Website des Veranstalters, ARRS

#### 10 km
| Datum         | Männer                    | Nation     | Zeit (min) | Frauen                 | Nation     | Zeit (min) |
| ------------- | ------------------------- | ---------- | ---------- | ---------------------- | ---------- | ---------- |
| 2022          | Geofry Toritich Kipchumba |            | 27:35      | Tigist Asefa           |            | 30:51      |
| 2021          | Morhad Amdouni            | Frankreich | 28:27      | Mekdes Woldu           | Eritrea    | 33:02      |
| 2019          | Emmanuel Bor              | Kenia      | 27:53      | Tesfaye Haftu          | Äthiopien  | 32:00      |
| 16. Juni 2018 | Moses Kibet               | Kenia      | 28:26      | Clémence Calvin        | Frankreich | 31:20      |
| 17. Juni 2017 | Dawit Fikadu              | Bahrain    | 28:43      | Birhan Mihretu         | Äthiopien  | 32:31      |
| 18. Juni 2016 | Robert Kaptingei          | Kenia      | 28:15      | Meskerem Amare         | Äthiopien  | 32:31      |
| 13. Juni 2015 | Simon Cheprot             | Kenia      | 28:05      | Gladys Yator           | Kenia      | 31:40      |
| 14. Juni 2014 | Victor Chumo Kimutai      | Kenia      | 28:16      | Angela Tanui Jemesunde | Kenia      | 31:51      |
| 22. Juni 2013 | Tesfaye Abera             | Äthiopien  | 28:21      | Fantu Eticha           | Äthiopien  | 32:22      |
| 23. Juni 2012 | Fikadu Haftu              | Äthiopien  | 28:17      | Christelle Daunay      | Frankreich | 31:48      |
| 25. Juni 2011 | Atsedu Tsegay             | Äthiopien  | 27:46      | Meriem Wangari -3-     | Kenia      | 32:31      |
| 26. Juni 2010 | Azmeraw Bekele            | Äthiopien  | 28:13      | Meriem Wangari -2-     | Kenia      | 32:55      |
| 13. Juni 2009 | Rachid Kisri              | Marokko    | 28:40      | Meriem Wangari         | Kenia      | 32:33      |
| 14. Juni 2008 | El Hassan Lahssini        | Frankreich | 28:45      | Carmen Oliveras -2-    | Frankreich | 34:01      |
| 16. Juni 2007 | Abdellah Falil            | Marokko    | 27:56      | Nadia Ejjafini -2-     | Bahrain    | 32:39      |
| 10. Juni 2006 | Samir Eraouia             | Marokko    | 28:45      | Nadia Ejjafini         | Bahrain    | 32:28      |
| 25. Juni 2005 | Francis Komu Wachira      | Kenia      | 28:46      | Corinne Raux           | Frankreich | 33:52      |
| 12. Juni 2004 | Gordon Mugi Mahugu        | Kenia      | 28:46      | Carmen Oliveras        | Frankreich | 33:24      |
| 15. Juni 2003 | George Morara -2-         | Kenia      | 28:19      | Fatima Yvelain         | Frankreich | 32:44      |
| 22. Juni 2002 | George Morara             | Kenia      | 28:47      | Nancy Omwenga -3-      | Kenia      | 33:33      |
| 23. Juni 2001 | Mickaël Thomas            | Frankreich | 28:48      | Nancy Omwenga -2-      | Kenia      | 34:04      |
| 17. Juni 2000 | David Ndegwa Maina        | Kenia      | 29:36      | Nancy Omwenga          | Kenia      | 33:49      |
| 26. Juni 1999 | Phaustin Baha Sulle       | Tansania   | 28:54      | Restituta Joseph -2-   | Tansania   | 32:27      |
| 20. Juni 1998 | Julius Koech -2-          | Kenia      | 29:35      | Jackline Torori        | Kenia      | 34:46      |
| 21. Juni 1997 | John Gwako                | Kenia      | 28:44      | Restituta Joseph       | Tansania   | 32:54      |
| 22. Juni 1996 | Didier Sainthorand        | Frankreich | 29:41      | Valentina Enachi       | Moldau     | 33:28      |
| 24. Juni 1995 | Julius Koech              | Kenia      | 29:21      | ---                    | ---        | ---        |

#### 11,7 km & 5,7 km
| Datum         | Männer             | Nation     | Frauen            | Nation     |
| ------------- | ------------------ | ---------- | ----------------- | ---------- |
| 24. Juni 1995 | ---                | ---        | Selina Chirchir   | Kenia      |
| 25. Juni 1994 | Noureddine Sobhi   | Frankreich | Odile Ohier       | Frankreich |
| 26. Juni 1993 | Jean-Louis Prianon | Frankreich | Valérie Chauvel   | Frankreich |
| 27. Juni 1992 | Didier Bernard     | Frankreich | Odile Tournevache | Frankreich |
| 29. Juni 1991 | Joël Lucas         | Frankreich | Denise Le Blanc   | Frankreich |